# Casa dels Concilis
Casa dels Concilis és un monument del municipi de Tarragona protegit com a bé cultural d'interès local. Edifici de tres pisos amb façana al carrer de les Coques, on té l'escut de la ciutat, en pedra. És la seu del Museu Bíblic Tarraconense.

## Descripció
Presenta planta baixa amb porta d'arc de mig punt i la clau decorada amb l'escut de Santa Tecla. A les plantes superiors s'obren sis finestres. Una cornisa separa la façana de la coberta amb teulada a doble vessant. Presenta una torre de planta quadrada encastada a l'extrem sud-oest de l'edifici.

## Història
Edifici construït, el 1585, damunt la cúria del Vicariat per a guardat els documents i protocols de la província eclesiàstica tarragonina i dels concilis provincials. Des del 1854 fins poc després de la guerra de la Independència albergà l'arxiu Eclesiàstic. Després de la construcció del Palau arquebisbal tota la documentació fou traslladada allà.
Durant els treballs efectuats al pati interior es van documentar estructures romanes consistents en el mur de carreus que servia de tancament al recinte de culte del Fòrum Provincial pel seu costat oriental, així com un mur d'opus vitatum de cronologia indeterminada que corria transversalment al primer.
També cal tenir en compte que en aquest immoble hi ha un accés a un refugi antiaeri de la Guerra Civil de 1936-1939.